# Yū Aoi
Yū Aoi (蒼井 優), född 17 augusti 1985 i Kasuga, Fukuoka, är en japansk skådespelare. Hon har bland annat medverkat i filmerna All About Lily Chou-Chou, Hana and Alice, Hula Girls, Honey and Clover och Rurouni Kenshin.

## Filmografi
- 2001 – All About Lily Chou-Chou
- 2002 – Kinema Tōri no Hitobito
- 2002 – Harmful Insect
- 2002 – Hashire! Kettamashin: Wedding Kyosō Kyoku
- 2003 – Worst by Chance
- 2003 – 1980
- 2004 – Hana and Alice
- 2004 – Mask de 41
- 2004 – Nanako to Nanao
- 2004 – Miya Noda
- 2005 – Tetsujin 28: The Movie
- 2005 – Turtles Swim Faster Than Expected
- 2005 – Letters from Nirai Kanai
- 2005 – Shining Boy & Little Randy
- 2005 – Henshin
- 2005 – Jukai
- 2005 – Otoko-tachi no Yamato
- 2006 – Honey and Clover
- 2006 – Hula Girls
- 2006 – Tekkon Kinkreet
- 2006 – Rainbow Song
- 2007 – Mushishi
- 2007 – Welcome to the Quiet Room
- 2008 – Don't Laugh at My Romance
- 2008 – Best Wishes for Tomorrow
- 2008 – One Million Yen Girl
- 2008 – Tokyo!
- 2009 – Honokaa Boy
- 2009 – Ikechan and Me
- 2010 – Ototo
- 2010 – Flowers
- 2010 – Raiou
- 2010 – Redline
- 2011 – Patisserie Coin de rue
- 2011 – Vampire
- 2011 – Tamatama
- 2012 – Fukushima Hula Girls
- 2012 – Rurouni Kenshin
- 2013 – Tokyo Kazoku
- 2013 – Space Pirate Captain Harlock
- 2014 – Zipang Punk (Goemon III)
- 2014 – Rurouni Kenshin: Kyoto Inferno
- 2014 – Rurouni Kenshin: The Legend Ends
- 2014 – Haru o Seotte
- 2015 – The Case of Hana & Alice